# مقاطعة تفت
مقاطعة تفت (بالفارسية: شهرستان تفت) هي مقاطعة تقع في محافظة يزد في إيران. عاصمة المقاطعة تفت. في تعداد عام 2006، بلغ عدد سكان المقاطعة 45357. يوجد بالمقاطعة منطقتان: المنطقة الوسطى ومنطقة ونير. يوجد في المقاطعة مدينتان هما تفت ونير.